# لصوص لكن ظرفاء (فيلم)
لصوص لكن ظرفاء فيلم كوميدي مصري من إنتاج عام 1968، من بطولة أحمد مظهر وعادل إمام وماري منيب ويوسف فخر الدين ومديحة سالم، ومن إخراج إبراهيم لطفي.
هذا الفيلم هو أول فيلم يخرجه إبراهيم لطفي كما لم يخرج بعده سوى فيلم نحن الرجال طيبون. والفيلم القصير انتقام.

## قصة الفيلم
يحاول كل من «حامد» (أحمد مظهر) و«إسماعيل» (عادل إمام) سرقة محل مجوهرات في الدور الأرضي من عمارة والذي يصعب مهمتهم ليس فقط خطورة الجريمة بل أيضا أنهم مضطرون للدخول إلى المحل عن طريق الحفر في أرضية الشقة التي توجد فوق المحل مباشرة وهذه الشقة يسكنها «عزيزة» (مديحة سالم) و«عصام» (يوسف فخر الدين) زوجان يعيشان حياة غير مستقرة تزيد من تعقيد مهمة كل من «حامد» و«إسماعيل». والجارة العجوز شوشو (ماري منيب) التي تسكن في شقة مقابلة لشقة عصام وعزيزة فهذه العجوز ليس لديه شيئا تشغل نفسها به فهي من زادت من تعقيد المهمة وكانت أيقونة كوميديا رائعة.

## بطولة
- أحمد مظهر
- عادل إمام
- ماري منيب
- مديحة سالم
- يوسف فخر الدين
- نوال أبو الفتوح
- ميمي جمال
- فتحية شاهين
- محمود أبو زيد

## وفاة ماري منيب
توفيت الفنانة ماري منيب قبل عرض الفيلم سينمائياً، فوضع اسمها في مقدمة الفيلم مقترناً بعبارة (بالاشتراك مع فقيدة الفن ماري منيب).

## روابط خارجية
- لصوص لكن ظرفاء على موقع الدهليز
- لصوص لكن ظرفاء على موقع قاعدة بيانات الأفلام العربية